# Teatre de la il·lustració

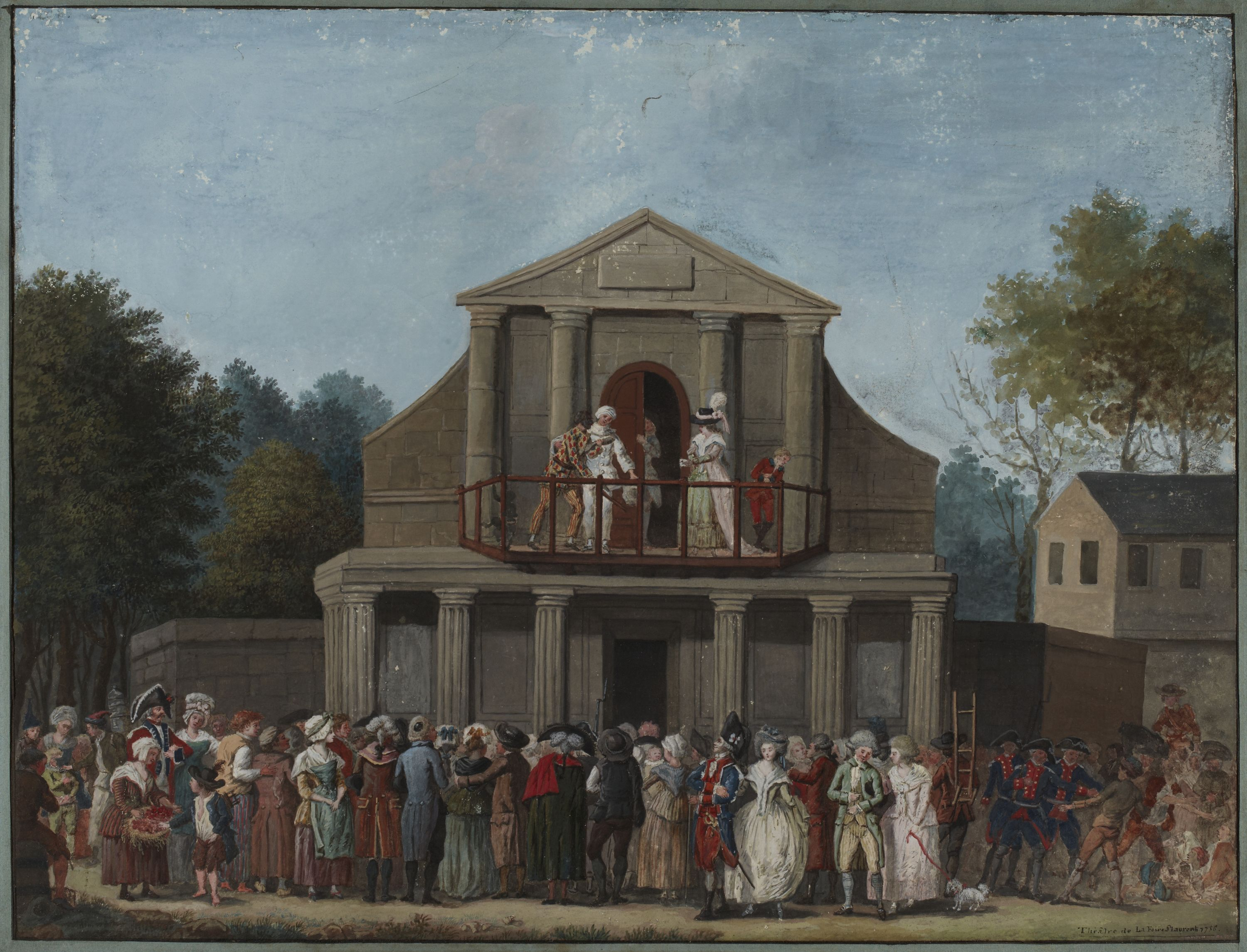
Obra teatral prop de l'any 1760

El teatre de la Il·lustració són aquelles produccions teatrals que es van realitzar durant el període conegut com a Il·lustració.

## Context social

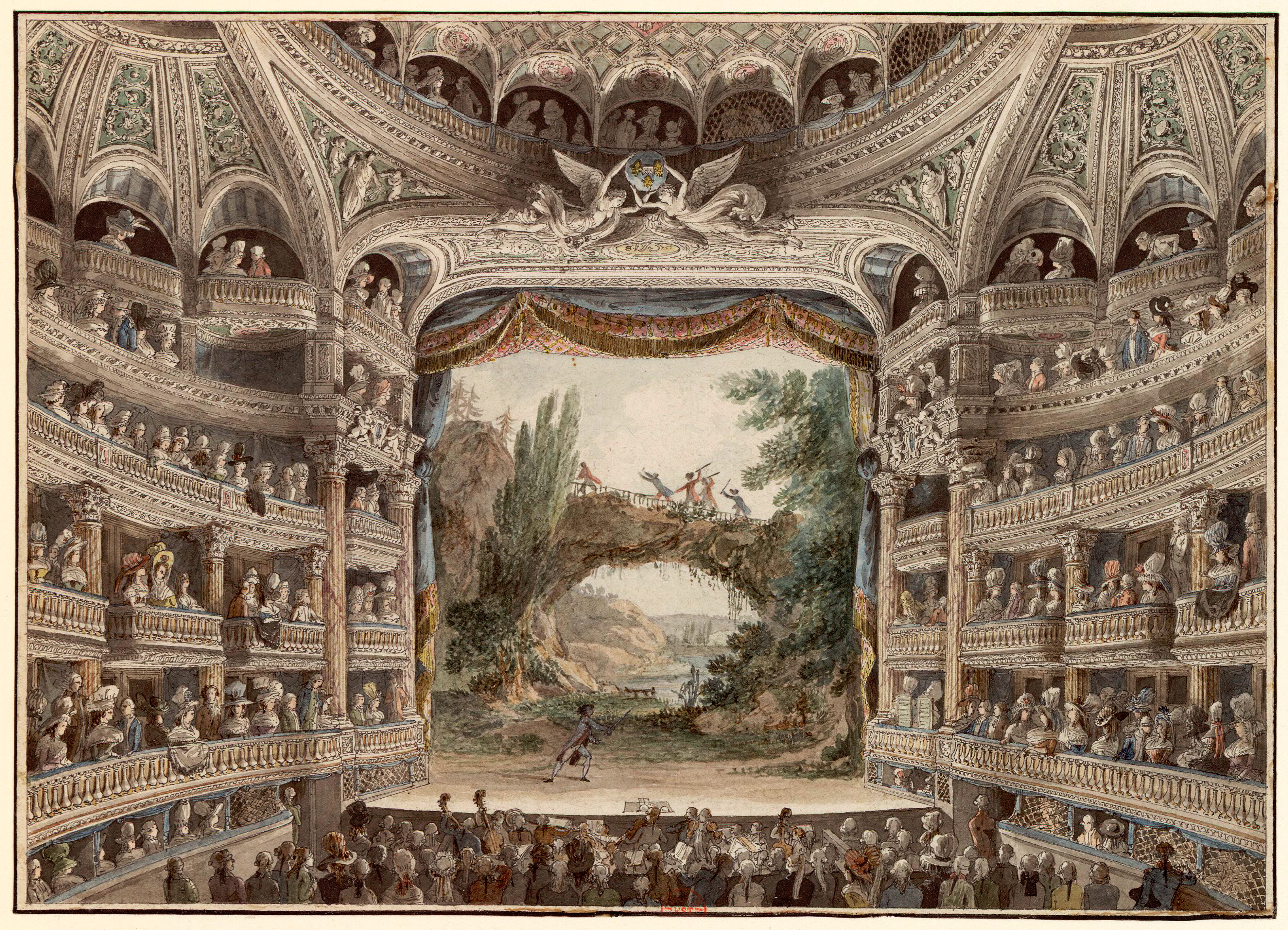
Pintura del Teatre de la Comèdia Francesa de París, segle XVIII

La Il·lustració fou un moviment científic, filosòfic i literari que marcà enormement l'art i la vida social del segle xviii i que acabarà desembocant en la Revolució francesa. Aquest segle es caracteritza per la independència de pensament, la confiança en la raó i la realització de grans avenços científics.
En un període en què es manté l'absolutisme monàrquic, la burgesia anirà adquirint cada cop més pes social i guanyant presència en els òrgans de poder polític, relegant l'aristocràcia a un paper secundari.

## Un nou model de teatre
Al llarg del segle xviii, la monarquia porta a terme una forta repressió cultural i política que desprestigia enormement la llengua catalana, prohibida en els teatres públics o oficials, i que provoca una profunda crisi en les arts escèniques catalanes.
El teatre que prospera arriba sota el guiatge de l'aristocràcia francesa i està dirigit a un públic erudit i cortesà. Segueix les teories classicistes, segon les quals l'art té l'obligació d'educar i les obres han de ser al màxim d'objectives, limitant la creativitat de l'autor. El teatre s'ha d'ajustar a les tres unitats — temps, lloc i acció—, fet que resta llibertat, espontaneïtat i originalitat a les obres.

### Teatre privat

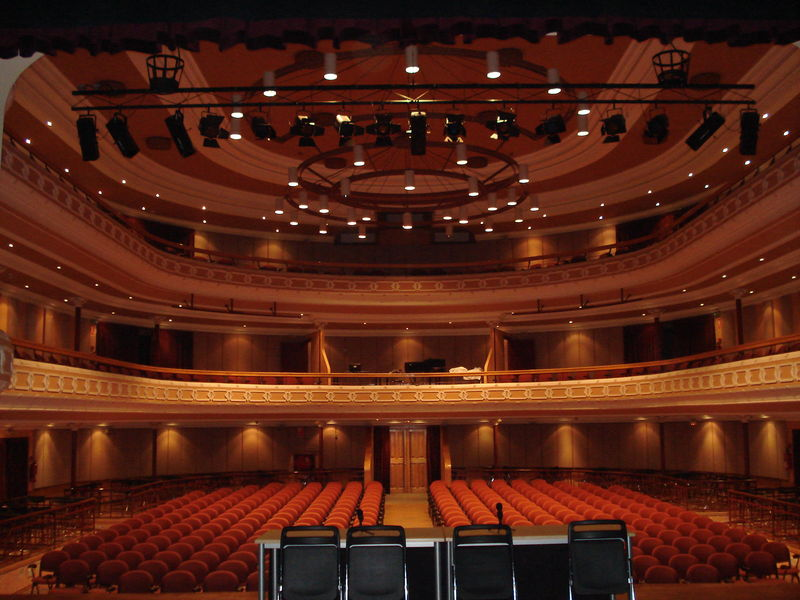
Teatre de l'Ateneu de Sant Celoni

Les manifestacions teatrals en català queden relegades a espais llogats o a cases particulars. D'aquí sorgeix el teatre de sala i alcova que es representa als palaus de la burgesia a finals de segle, i a partir del qual es desenvoluparà un nou teatre en català de gran qualitat. En aquest moment, també proliferen grups d'aficionats en els ateneus i associacions populars.

### Teatre religiós
Un altre tipus de teatre que conviu en aquesta època és el de tema religiós. Tot i ser d'arrel medieval, recupera certs esquemes de les teories dramàtiques del barroc i el neoclàssic, que rebaixen considerablement el component meravellós i sobrenatural. Un exemple d'aquestes peces són les passions arranjades per fra Antoni de Sant Jeroni, publicades el 1773.

### L'entremès i el sainet satíric

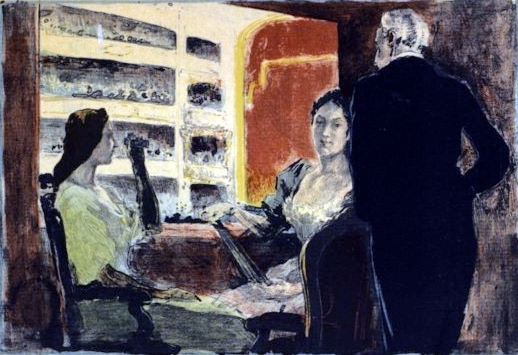
El sainet es podia veure en l'entreacte d'una funció

Però de tota la producció teatral del segle xviii, les peces de més fluïdesa dramàtica són l'entremès burlesc i el sainet satíric. Els entremesos provenen de les farses i són peces còmiques breus, en què es presenten personatges paradigmàtics del teatre universal. Aquestes obres s'intercalen en els inicis, entreactes o cloendes de les grans representacions, que són sempre en llengua castellana. L'entremès burlesc en llengua catalana viu un moment d'eclosió durant els segles xviii i xix. Aquest gènere còmic és d'origen medieval i està emparentat amb les farses europees. Des dels seus inicis, es va transmetre oralment a nivell popular, però a partir del 1700 es comença a plasmar per escrit. Els sainets es caracteritzen pel mateix to i el mateix tipus de personatges que l'entremès, però són obres més llargues que funcionen per si soles.

## Escenografia
Pel que fa a l'escenografia, en aquesta època coexisteixen tres corrents estètics que evolucionen simultàniament. D'una banda, la tendència rococó està representada per Francesc Tramulles, creador de bellíssims mons imaginaris, naturalistes. Quant a les escenografies concebudes per als salons particulars de diversos aristòcrates, cal destacar les creacions de Manel Tramulles i Pere Pau Montaña i Placeta. D'altra banda, l'escenografia d'influència barroca és molt menys continguda que la rococó, i la neoclàssica opta per la versemblança i la proporció.